# Тупољев Ту-4
Тупољев Ту-4  (рус. Туполев Ту-4, НАТО класификација ) је четворомоторни стратешки бомбардер на клипно-елисни погон пројектантог бироа Тупољев који је могао да понесе атомску бомбу. Развијен је обрнутим инжењерингом на основу бомбардера Боинг B-29, а први лет прототипа био је 19. маја 1947. године.

## Пројектовање и развој
Руси су имали значајно искуство у развоју великих и тешких авиона: већ у Првом светском рату Игор Сикорски је пројектовао четворомоторни авион „Иља Муромец“ (рус. Илья Муромец) који је могао да носи значајну количину бомби или да се упусти у даљинска извиђања у дубину непријатељске територије. Тупољев је пројектовао највећи путнички авион на свету „Максим Горки“ који је полетео 1935. године, a коришћен је у пропагандне сврхе. Већ 1940. године СССР је би земља са највећим бројем четворомоторних авиона у свету. Међутим стратешко бомбардовање је одиграло мању улогу у совјетским ратним операцијама. Штавише, у току Другог светског рата 8. и 15. ваздушна армија САД, стациониране у Европи и наоружане углавном бомбардерима B-17 и B-24, су као наставак бомбардовања немачких база и линија снабдевања, у споразуму са СССР бомбардовале немачке снаге дубоко у украјинској територији, а Совјети су вршили заштиту ових операција. То је био најкомплетнији споразум између СССР и САД у извођењу ратних операција и звао се FRANTIC.
У току рата, Совјети су имали прилике да користе америчке стратешке бомбардере, који су принудно слетали на совјетску територију због механичког квара или оштећења у борби. Тако је од 73 примерака B-17, оспособљено 23, а од 73 примерака B-24, оспособљено је 30 комада и они су коришћени у ратним операцијама. Три примерка B-29 је принудно атерирало на совјетску територију након бомбардовања Јапана, Руси су их задржали правдајући се својом неутралношћу у пацифичком рату. На бази тих искустава 1943. године, ОКБ 156 Тупољев (Опитни конструкциони биро — Тупољев) је радио на пројекту „64“, то је био бомбардер који је требало да носи 4.000 kg и има домет од 6.500 km, да би се јуна месеца 1945. године одустало од овог пројекта, а уместо њега кренуло у израду копије авиона B-29. Стога су у току 1945. године три авиона B-29 пребачени у Москву у ваздухопловни опитни центар Жуковски. Један од тих авиона је служио за обуку пилота, други је размонтиран и служио је као основа за нови пројект а трећи примерак је остављен као еталон за поређење. Што се тиче мотора одлучено је да се уграде совјетски мотори АШ-73ТК с тим да се ти мотори опреме турбокомпересором, магнетима за паљење и лежајевима отпорним на топлоту са B-29. Такође је то учињено и са куполама са топовима који су служили за заштиту авиона, уграђене су совјетске јер су се показале као ефикасније.
Овај пројект је добио ознаку B-4 или производ „П“, добио је највиши приоритет а био је под директном контролом Политбироа са постављеним роком од две године да буде завршен. То није било без разлога, након Другог светског рата главни противник Совјетском Савезу постају САД, чињеница је да Совјети тада нису имали авион дугог домета, како би парирали Американцима. Појавом атомског оружја било је неопходно имати авион носивости преко 5 тона и радијуса преко 7.000 km.
Први бомбардер B-4 је завршен у пролеће 1947. године, а први пробни лет је обављен 19. maj 1947. Испитивања у лету су вршена све до 1949. године, иако је редовна производња почела већ 1947. године.

### Технички опис
Авион Тупољев Ту-4 је потпуно металне конструкције, нискокрилац са четири клипно елисна, ваздухом хлађена радијална мотора АШ-73ТК који су постављени по два на свако крило. Сваки мотор има металне елисе са четири пераја и променљивим кораком. Авион има стајни трап система трицикл, предња носна нога има два точка са гумама ниског притиска а задње ноге које представљају и основне, се налазе испод крила авиона и свака има по 2 точка са нископритисним гумама. Авион има укупно 6 точкова који му омогућавају безбедно слетање и полетање. Труп авиона је округлог попречног пресека и у њега се могу сместити бомбе тежине до 8 тона. За самоодбрану је опремљен обртним куполама са митраљезима/топовима на горњој и доњој површини трупа авиона као и са топовима/митраљезима уграђеним у нос и реп авиона. Укупно је имао: 10 митраљеза калибра 12,7 mm, или 11 топова калибра 20  а од априла 1950. године 10 топова калибра 23 .

## Наоружање
- 2 ракете типа КС,
- 1 нуклеарна бојева глава,
- 6 конвенционалних бомби Кт 1000kg (слободно падајуће),
- Самоодбрана: 10 митраљеза калибра 12,7 mm, 11 топова калибра 20  а од априла 1950. године 10 топова калибра 23 .

## Оперативно коришћење
Редовна производња бомбардера, сада са ознаком Ту-4, прво је почела у фабрици авиона No 22 у Казању, затим у фабрици авиона No 18 у Самари (Кујбишеву) и на крају после доградње (1950) у фабрици авиона No 23 из Москве. Производња је трајала до 1952. године и укупно је направљено 847 бомбардера. Распоређивање бомбардера у борбене јединице је отпочело 1949. године. Прво су наоружавани пукови команде стратешке авијације где су замењени бомбардери из Другог светског рата Ил-4, B-25, Пе-8, B-17 и B-24. Патролирање ових авиона се ограничавало углавном на територију Совјетског Савеза а имали су могућност удара на Европу, северну Африку, Блиски исток и Јапан. Неки од ових авиона су били опремљени за ношење атомске бомбе са уређајима за заштиту посаде, а неки су били опремљени и уређајима за допуну горивом у лету. Развојем првих крстарећих ракета авиони из наоружања морнаричке авиације су били наоружани овим пројектилима за борбу против површинских ратних бродова. Развојем турбоелисних мотора вршени су експерименти са заменом клипних мотора турбоелисним и добијен је око 14% већи долет па је ова модификација на авионима Ту-4 извршена касније када су они уступљени Кини. Од 1954. године почела је постепена замена авиона Ту-4 новим млазним бомбардерима Ту-16.

## Земље које користе или су користиле овај авион
| - СССР - Кина |